# Lauren Jauregui
Lauren Michelle Jauregui Morgado (nascuda el 27 de juny de 1996) és una cantant americana, coneguda per ser membre del girl group Fifth Harmony. Jauregui ha col·laborat en cançons amb altres artistes com Marian Hill, Halsey i Ty Dolla $ign.

## Primers anys i X-Factor
Va néixer el 27 de juny de 1996 a Miami, Florida, amb el nom de Lauren Michelle Jauregui Morgado. Els seus pares (Michael i Clara) van emigrar als Estats Units abans del seu naixement. La cantant sap parlar anglès i espanyol.
Als 16 anys, va audicionar a la segona temporada de ''The X Factor'' amb ''If I Ain't Got You'' de Alicia Keys. Va passar amb 4 sí a altres rondes. Finalment va ser eliminada, però la van seleccionar per a formar un grup format amb Dinah Jane, Camila Cabello, Ally Brooke i Normani Kordei, que més tard es convertí en Fifth Harmony. Van quedar terceres a la final.

## Better Together
El 22 de octubre de 2013 van treure el seu EP debut Better Together. A la primera setmana va aconseguir el lloc número sis a la llista nord-americana Billboard 200. El seu primer single « Miss Movin 'On », va entrar en la llista de Billboard Hot 100 i va ser certificat or en els Estats Units. A l'any següent, el vídeo va guanyar com The Artist to Watch en els MTV Video Music Awards .

## Reflection
El grup va llançar el seu primer àlbum d'estudi titulat Reflection al febrer de 2015 debutant en el número cinc en el Billboard 200 i número 1 en Billboard Digital Albums. L'àlbum va ser certificat or als Estats Units per RIAA i doble platí a Brasil. L'àlbum va incloure els senzills «Boss», «Sledgehammer» i « Worth It ». Tots certificats platí per RIAA als Estats Units, « Worth It » va aconseguir la certificació de triple platí als Estats Units i va aconseguir el top 10 en tretze països. Ha aconseguit 1.620.725.907 visites al seu canal oficial (12/10/18).

## 7/27
El 27 de maig de 2016 el grup va llançar el seu segon àlbum titulat 7/27, que va debutar en el lloc quatre de la llista Billboard 200, el mateix va ser certificat or als Estats Units per RIAA, or en Polònia i al Brasil va rebre certificació platí. El senzill principal, titulat «Work from Home », es va convertir en el primer top 10 del grup en el Billboard Hot 100 i el primer top cinc d'un grup de noies en una dècada. El vídeo ha aconseguit 1.926.646.055 visualitzacions en el seu canal oficial (12/10/18)

## Back to me
Marian Hill va llançar una col·laboració amb Lauren Jauregui, la primera de ella. Va ser enunciada a través de la xarxa social Twitter, el 7 de desembre de 2016 i publicat el dia 9 de desembre a través del segell discogràfic Republic Records.

## Camila Cabello deixa la banda
El 18 de desembre de 2016, després de 4 anys juntes, Camila Cabello deixa la banda a través d'un comunicat per a realitzar una carrera en solitari.

## 2017
En 2017, Jauregui va ser votada pel públic com celebritat de l'any en els Premis British LGBT. El 26 de maig de 2017 s'ha llançar a la venda la seva segona col·laboració « Strangers » a duo amb la cantant Halsey, inclosa en l'àlbum Hopeless Fountain Kingdom.
El 28 de maig de 2017, Fifth Harmony va començar un compte regressiva diària per al llançament de "Down" compartint les coordenades de la ciutat natal de cada membre. En anar a la ubicació especificada, els fans van poder descodificar parts de les lletres de la cançó a través d'un filtre de snapchat. El grup va compartir l'art de la portada d'acompanyament del single a Twitter el 30 de maig de 2017. Epic Records i Syco Music van llançar "Down" a tots els principals serveis de streaming i minoristes digitals el 2 de juny de 2017, com el senzill principal del proper tercer àlbum d'estudi de Fifth Harmony. En els Estats Units, "Down" va ser enviat a les estacions de ràdio contemporànies rítmiques maig al 6 de juny ia la ràdio contemporània del cop el 13 de juny de 2017. El vídeo musical oficial va ser llançat el 8 de juny de 2017 i va ser promogut mostrant un cop d'ull del vídeo en Good Morning America aquest mateix dia.
El 24 de juliol de 2017 s'ha transmetre per televisió l'episodi del programa de Jimmy Fallon on el grup va cantar el primer single del disc al costat de Gucci Mane. Segons abans que comencessin a cantar, Fallon va presentar al grup amb aquestes paraules: "Presentant Down, primer senzill del seu tercer àlbum d'estudi que serà homònim i sortirà al proper 25 d'agost, aquí estan Fifth Harmony". En el matí del 25 de juliol, exactament 1 mes abans del llançament del disc, en les xarxes socials del grup, es va anunciar l'àlbum dient simplement: "Fifth Harmony. 8/25".
El 9 de juny, Lauren va ser convidada per la cantant a interpretar el tema per primera vegada en viu en el Today Show. L'endemà va ser novament convidada a interpretar durant el iHeartSummer 2017 organitzat per iheartradio.
El 25 d'agost el seu álbum debut Fifth Harmony va ser estrenat.
El 21 d'octubre de 2017, van interpretar novament «Strangers» al BB & T Center a Sunrise, Florida, i el 3 de novembre a The Forum a Los Angeles, com a part de la gira " Hopeless Fountain Kingdom World Tour ".
El 27 d'octubre de 2017 va sortir a la venda l'àlbum Beach House 3, el qual va incloure la col·laboració «In Your Phone» del raper Ty Dolla Sign costat de Jauregui. Finalment, la parella van acabar sortint. El tema, sense ser senzill va aconseguir el lloc vint-i-del Billboard R & B / Hip-Hop Digital Song Sales i el lloc vint-iu del Billboard Rap Digital Song Sales. El 17 de novembre de 2017 s'ha llança a la venda el tema «All Night» en col·laboració amb Steve Aoki, El tema va debutar en lloc tres de la llista Dance / Electronic Digital Song Sales, en el número nou de l'Hot Dance / Electronic Songs i el lloc número trenta-sis de la llista Digital Song Sales de Billboard. A França, el senzill va ingressar en el lloc 197 del SNEP .

## 2018
El 8 de gener de 2018 va estrenar el vídeo musical del senzill.
El 9 de març de 2018 llança a la venda el EP All Night (Remixes), el mateix incloïa tres remixes realitzats per Alan Walker, Aoki i el DJ suec Garmiani.
Lamentablement, el 18 de març de 2018 Fifth Harmony va anunciar un ''hiatus'' a través de Instagram.
El 23 de març es va unir a Aoki en la seva presentació al Ultra Music Festival interpretant «All Night» a Miami. El 26 de març es va anunciar que obriria la fase per Llatinoamèrica del " Hopeless Fountain Kingdom World Tour " de la cantant Halsey.Durant març i abril es va unir en nombroses ocasions al "Do not Judge Em Tour" del raper Ty Dolla Sign interpretant el seu duet «In Your Phone». El 14 d'abril de 2018 presenta al Festival Coachella interpretant «Back To Me» al costat de Marian Hill .
Al maig de 2018, Jauregui va declarar que es trobava treballant en el seu àlbum debut. Prèviament havia declarat en la seva entrevista per a la portada de la revista Playboy que volia "mantenir les seves opcions obertes" pel que fa al gènere musical de la seva futura música a llançar, i que té fortes influències de música electrònica, pop, rock, alt-rock i música llatina. Jauregui es va convertir en l'acte d'obertura del Hopeless Fountain Kingdom World Tour durant les dates d'Amèrica Llatina. 38 Jauregui va presentar tres cançons noves «Toy», «Inside» i «Expectations» provinent del seu àlbum debut. Durant una entrevista amb AccessJauregui va esmentar que l'àlbum té major influència de música alternativa, R & B dels anys 90 i sons dance. També a comentat que tots els temes han estat compostos per ella.
El 8 de octubre va anunciar Expectations, el seu single debut, que seria llançat el 12 de octubre. Per dies abans va anunciar que el posposava al 29 de octubre.
En entrevistes també va confirmar que Toy no estaria al seu àlbum debut.
El 10 de octubre es va presentar als AMA's, on estaven Camila i Normani.